# Paul Wittgenstein
Paul Wittgenstein (Viena, 11 de maio de 1887 – Nova Iorque, 3 de março de 1961) foi um pianista austríaco. Ele perdeu seu braço direito na Primeira Guerra Mundial, mas continuou a dar concertos apenas utilizando o braço esquerdo, e importantes compositores da época dedicaram-lhe obras.

## Biografia
Paul Wittgenstein era irmão do filósofo Ludwig Wittgenstein. Estudou piano sob a orientação de Malvine Bree e, mais tarde, foi aluno de Theodor Leschetizky.
Iniciou sua carreira em 1913, porém durante a Primeira Guerra Mundial, Wittgenstein, que era soldado, foi gravemente ferido, e em seguida capturado pelos russos. Teve seu braço direito amputado e, após ganhar liberdade, voltou para o piano. Em seguida, pediu para compositores famosos escreverem música para ele tocar.
Richard Strauss, Paul Hindemith, Erich Wolfgang Korngold, Franz Schmidt e Benjamin Britten compuseram para ele.
Wittgenstein comissionou os concertos para a mão esquerda de Sergei Bortkiewicz, Maurice Ravel e Sergei Prokofiev. O Concerto para a Mão Esquerda de Ravel, gravado pelo próprio Wittgenstein, tornou-se muito conhecido. Mais tarde, pianistas que ficaram impossibilitados de tocar com a mão direita, entre eles, citam-se João Carlos Martins e Leon Fleischer, gravaram o concerto de Ravel.